# Тимуридско царство
Тимуридско царство је створио Тимур (Тамерлан) крајем 14. века. За престоницу је узео Самарканд одакле је покренуо низ освајања којима је створио огромно царство које је обухватало велики део централне Азије и данашњег Ирана.